# 보민이
"보민이"(Bomini)는 한국에서 제작된 김방현 감독의 2010년 드라마, 멜로/로맨스 영화이다. 고태호 등이 주연으로 출연하였고 김영민 등이 제작에 참여하였다.

## 출연

### 주연
- 고태호
- 주아름
- 정찬

## 기타
- 조명: 이병성
- 음향: 김원
- 미술: 김소연